# Cales berryi
Cales berryi  (лат.) — вид паразитических наездников рода Cales из надсемейства хальцид. Новая Зеландия (Северный остров, Окленд). Длина менее 1 мм. Тело светло-коричневое, слабо склеротизированное; верх головы и передняя часть мезоскутума оранжевые; задняя часть мезоскутума и мезоскутеллюм коричневые. Усик состоит из неразделённой на сегменты булавы, флагеллума, педицеля и скапуса. Флагеллум 4-члениковый состоит из 3 сегментов, таким половым диморфизмом отличается от всех других видов своего рода). Нижнечелюстные щупики 1-члениковые, нижнегубные редуцированы до щетинкоподобного выроста. Все лапки 4-члениковые (формула 4-4-4). Выведены из белокрылок Asterochiton pittospori Dumbleton
(Aleyrodidae) найденных на растении Pittosporum eugenioides Cunn. (Pittosporaceae). Название вида C. berryi дано в честь Дж. Берри (Dr Jocelyn A. Berry), собравшего типовую серию.